# Mastigophorus jamaicalis
Mastigophorus jamaicalis är en fjärilsart som beskrevs av William Schaus 1916. Mastigophorus jamaicalis ingår i släktet Mastigophorus och familjen nattflyn. Inga underarter finns listade i Catalogue of Life.